# Либертарианская партия (Испания)
Либертарианская партия (исп. Partido Libertario), ранее известная как Партия свободы личности (исп. Partido de la Libertad Individual, P-LIB) — испанская политическая партия, основанная в 2009 году.
Устав партии объявляет классический либерализм, австрийскую экономическую школу и объективизм Айн Рэнд в качестве основных факторов, оказавших на нее влияние. В стремлении обновить и модернизировать классический либерализм партия приветствует многие либертарианские, анархо-капиталистические и невмешательские идеи. Официально признаны два специфических внутренних собрания: объективистское и радикальное либертарианское/анархо-капиталистическое. Однако большинство членов партии не входят ни в одно из этих собраний, а просто придерживаются основных принципов и платформы партии.
В настоящее время под руководством Даниэля Мартинеса первый съезд партии состоялся 25 сентября 2010 года в Мадриде, а второй съезд - 23 июня 2012 года. P-LIB впервые приняла участие во всеобщих выборах 2011 года в избирательных округах Мадрида и Сарагосы, получив около семи тысяч голосов в Сенат и более двух тысяч (0,01%) в Конгресс.

## Результаты выборов

### Cortes Generales
| Выборы        | Лидер            | Голоса | %    | No.  | Конгресс | Сенат    |
| ------------- | ---------------- | ------ | ---- | ---- | -------- | -------- |
| 2011          | Даниэль Мартинес | 2076   | 0,01 | 36-й | 0 из 350 | 0 из 207 |
| 2015          | Даниэль Мартинес | 2833   | 0,01 | 31-й | 0 из 350 | 0 из 207 |
| 2016          | Даниэль Мартинес | 3103   | 0,01 | 24-й | 0 из 350 | 0 из 207 |
| 2019 (Апрель) | Даниэль Мартинес | 1216   | 0,00 | 43-й | 0 из 350 | 0 из 207 |
| 2019 (Ноябрь) | Даниэль Мартинес | 1156   | 0,00 | 43-й | 0 из 350 | 0 из 207 |